# Heinz Ollesch
Heinz Ollesch (* 27. November 1966 in Rosenheim) ist ein deutscher Kraftsportler und mehrfacher Träger des Titels Stärkster Mann Deutschlands.

## Person
Ollesch ist in Lehen bei Großkarolinenfeld aufgewachsen und betreibt seit seinem 17. Lebensjahr intensives Krafttraining. Seit 1994 ist er im Internationalen Strongman-Sport aktiv. Ollesch wiegt bei einer Körpergröße von 1,91 m 150 kg. Sein Oberarmumfang beträgt 56 cm, sein Brustumfang 150 cm. Er ernährt sich entsprechend einem speziell für ihn aufgestellten Ernährungsplan. Den Titel Stärkster Mann Deutschlands hat er 1994–2004 und 2006 erhalten. Gesponsert wird er hauptsächlich von der Firma Palfinger.
Ollesch moderiert derzeit auf Eurosport die Strongman-Veranstaltungen und ist auch häufig in anderen Sendungen zu sehen. So war er unter anderem am 28. Mai 2002 Gast bei TV total, wo er einen Kleinwagen, in dem Moderator Stefan Raab saß, umwarf und Bratpfannen rollte. Dieser Auftritt erfolgte im Zuge seiner Nominierung zum Raab der Woche, bei dessen Wahl durch das Publikum Ollesch jedoch knapp scheiterte und sich dem Naked Cowboy geschlagen geben musste.
Darüber hinaus ist Heinz Ollesch Initiator des Projektes Strongman-Juniorcup, mit dem an Hauptschulen durch das Ausüben von Disziplinen des Strongmansportes die Gesundheit und das Selbstbewusstsein der Schüler gefördert werden sollen.
Bei einem viel beachteten Auftritt am 22. September 2007 in der RTL-Show Unglaublich – Die Show der Merkwürdigkeiten misslang Ollesch der Versuch, eine Boeing nur mit eigener Muskelkraft zu ziehen. Nach mehreren erfolglosen Versuchen bewegte sich das Flugzeug nicht einen Zentimeter von seiner Startposition, so dass er entnervt aufgab. Wie sich später herausstellte, waren die Bremsen des Flugzeugs festgestellt.
Ollesch spielte 2005 eine Nebenrolle im Kinofilm Revenge of the Warrior – Tom Yum Goong (mit Tony Jaa und Petchtai Wongkamlao). 2014 spielte er einen Schmied im Film Das finstere Tal.

## Erfolge
- 1989: Deutscher Juniorenmeister im Kraftdreikampf
- 1991: Deutscher Meister im Steinheben
- 1993: Stärkster Mann Bayerns
- 1994–2004: Stärkster Mann Deutschlands
- 1995: Strongest Viking on Earth
- 1995: Strongest Man on Earth
- 2001: Team Weltmeister (zusammen mit dem deutschen Strong-Man-Team)
- 2002: neuer Weltrekord im Bratpfannen rollen
- 2002: Team Weltmeister (zusammen mit dem deutschen Strong-Man-Team)
- 2003: Vize Team Weltmeister (zusammen mit dem deutschen Strong-Man-Team)
- 2005: Teamweltmeister (zusammen mit dem Team Europe)
- 2006: Stärkster Mann Deutschlands
- 8-mal Teilnehmer beim World’s Strongest Man, beste Platzierung: 4. Platz